# لوکاس لیخت
لوکاس لیخت (انگلیسی: Lucas Licht؛ زادهٔ ۶ آوریل ۱۹۸۱) بازیکن فوتبال اهل آرژانتین است.
از باشگاه‌هایی که در آن بازی کرده‌است می‌توان به باشگاه فوتبال ختافه، باشگاه فوتبال راسینگ کلوب آویاندا، و باشگاه فوتبال جیمناسیا لاپلاتا اشاره کرد.